# Les Chroniques d'Evermoor
Les Chroniques d'Evermoor (The Evermoor Chronicles) est une série télévisée britannique en 36 épisodes de 25 minutes diffusée entre le 10 octobre 2014 et le 14 juin 2017 sur Disney Channel UK ainsi que sur Family au Canada.
En France, elle est diffusée depuis le 8 novembre 2014 sur Disney Channel France. Elle reste inédite dans les autres pays francophones. La série est disponible depuis le 29 mai 2020 en VOD sur la plateforme Disney+.

## Synopsis
Tara Bailey est une adolescente américaine qui un jour déménage avec son frère et sa mère, une célèbre romancière, et sa nouvelle belle-famille dans un sinistre village anglais. Tara découvre alors une tapisserie magique qui prédit l'avenir. Cette tapisserie est entretenue par les effrayantes Everines, déterminées à se débarrasser à tout prix de notre héroïne et de sa famille.

## Distribution
- Naomi Sequeira (VF : Laetitia Liénart) : Tara Crossley (saison 1)

- Georgia Lock (en) (VF : Claire Tefnin) : Bella Bailey
- Georgie Farmer (VF : Émilie Guillaume) : Jake Crossley
- George Sear (VF : Sébastien Hébrant) : Sebastian « Seb » Bailey (saison 1)
- Alex Starke (VF : Circé Lethem) : Ludo Carmichael
- Finney Cassidy (VF : Maxime Donnay) : Cameron Marsh
- Sammy Moore (VF : Thibaut Delmotte) : Otto
- India Ria Amarteifio : Lacie Fairburn
- Jordan Loughran (VF : Mélissa Windal) : Sorsha Doyle (saison 1)
- Scarlett Murphy : Alice Crossley (saison 2)

- Ben Radcliffe : Iggi (saison 2)

- Clive Rowe (en) (VF : Claudio Dos Santos) : Maire Chester Doyle
- Belinda Stewart-Wilson (en) (VF : Marie-Noëlle Hébrant) : Fiona Crossley
- Margaret Cabourn-Smith (en) (VF : Nathalie Hons) : Gouvernante Crimson Carmichael
- Sharon Morgan (en) (VF : Rosalia Cuevas) : Esmeralda Dwyer (saison 1)
- Georgie Glen (en) (VF : Francine Laffineuse) : Tante Bridget (saison 1)

- Dan Fredenburgh (VF : Phillippe Allard) : Rob Bailey

- Ben Hull : Jed  Crossley

- Christopher Brand : Dorvin (saison 2)

- Olivia Holt : Valentina (saison 1)

Version française
- Société de doublage : Dubbing Brothers
- Direction artistique : Delphine Moriau
- Adaptation : Nadine Delanoë

## Développement

### Production
La mini-série a été tournée durant le printemps 2014 et produite par Lime Pictures.
Le tournage a lieu à Warrington et au Arley Hall & Gardens pour l'extérieur du manoir.
Le 19 mars 2015, la mini-série obtient une saison complète de vingt épisodes. Elle change de titre et devient The Evermoor Chronicles.
Le tournage de la saison 1 s'est terminé le 5 septembre 2015.
Le 6 avril 2016, Disney annonce le renouvellement de la série pour une seconde saison de douze épisodes.

## Épisodes
| Saison | Saison | Titre                                  | Épisodes | Royaume-Uni     | Royaume-Uni     | France          | France           |
| Saison | Saison | Titre                                  | Épisodes | Début           | Fin             | Début           | Fin              |
| ------ | ------ | -------------------------------------- | -------- | --------------- | --------------- | --------------- | ---------------- |
|        | 1      | Evermoor, l'héritage maudit (prologue) | 4        | 10 octobre 2014 | 31 octobre 2014 | 8 novembre 2014 | 29 novembre 2014 |
|        | 1      | Deux filles, pour un garçon            | 20       | 9 novembre 2015 | 28 mars 2016    | 5 novembre 2016 | 22 janvier 2017  |
|        | 2      | Nouvelle Nouvelle Garde                | 12       | 8 mai 2017      | 24 juillet 2017 | 6 novembre 2017 | 23 novembre 2017 |

### Evermoor, l'héritage maudit(2014)
Mini-série de quatre épisodes devenue par la suite un téléfilm.
| № | # | Titre français                           | Titre original                      | Diffusion française | Diffusion originale |
| - | - | ---------------------------------------- | ----------------------------------- | ------------------- | ------------------- |
| 1 | 1 | Chapitre 1 : Le Village Mystérieux       | Chapitre 1 : The Mysterious Village | 8 novembre 2014     | 10 octobre 2014     |
| 2 | 2 | Chapitre 2 : Le feu dans la maison       | Chapitre 2 : Fire in House          | 15 novembre 2014    | 17 octobre 2014     |
| 3 | 3 | Chapitre 3 : La Machine à écrire magique | Chapitre 3 : Magical Typewriter     | 22 novembre 2014    | 24 octobre 2014     |
| 4 | 4 | Chapitre 4 : Everine Suprême             | Chapitre 4 : Supreme Everine        | 29 novembre 2014    | 31 octobre 2014     |

### Première saison (2015-2016)
Composée de vingt épisodes et diffusée du 9 novembre 2015 au 28 mars 2016 sur Disney Channel UK. Elle est diffusée du 19 novembre 2016 au 22 janvier 2017 sur Disney Channel France.
| №  | #  | Titre Français           | Titre Original                      | Diffusions française | Diffusions originale | Code prod. |
| -- | -- | ------------------------ | ----------------------------------- | -------------------- | -------------------- | ---------- |
| 5  | 1  | Normal                   | Normal                              | 19 novembre 2016     | 9 novembre 2015      | 101        |
| 6  | 2  | Cotton Lively            | Weaving Bad                         | 20 novembre 2016     | 10 novembre 2015     | 102        |
| 7  | 3  | La nuit de la pestilence | Night of the Stench                 | 26 novembre 2016     | 16 novembre 2015     | 103        |
| 8  | 4  | La berceuse              | Drifty                              | 27 novembre 2016     | 17 novembre 2015     | 104        |
| 9  | 5  | Tallulah Brinkworth      | Tallulah Brinkworth Meets Her Match | 3 décembre 2016      | 23 novembre 2015     | 105        |
| 10 | 6  | Un monde trop parfait    | Forevermoor                         | 4 décembre 2016      | 24 novembre 2015     | 106        |
| 11 | 7  | Le jour des cœurs        | Day of Hearts                       | 10 décembre 2016     | 30 novembre 2015     | 107        |
| 12 | 8  | Mise à l'épreuve         | The Labours of Bella                | 11 décembre 2016     | 1er décembre 2015    | 108        |
| 13 | 9  | Épellathon               | Spellbound                          | 17 décembre 2016     | 7 décembre 2015      | 109        |
| 14 | 10 | Un jour sans fin         | Nothing Rhymes with Cameron         | 18 décembre 2016     | 8 décembre 2015      | 110        |
| 15 | 11 | Le bal de promo          | Twist of Fate                       | 24 décembre 2016     | 15 février 2016      | 111        |
| 16 | 12 | Le jugement              | A Fuffwah too Far                   | 25 décembre 2016     | 16 février 2016      | 112        |
| 17 | 13 | Valentina                | Valentina                           | 31 décembre 2016     | 17 février 2016      | 113        |
| 18 | 14 | Opération Nuit Noire     | Operations Lights Out               | 1er janvier 2017     | 18 février 2016      | 114        |
| 19 | 15 | Le dilemme               | Being Bella                         | 7 janvier 2017       | 22 février 2016      | 115        |
| 20 | 16 | La science de Seb        | The Science of Seb                  | 8 janvier 2017       | 29 février 2016      | 116        |
| 21 | 17 | Hollowfall               | The Rise of Hollowfall              | 14 janvier 2017      | 7 mars 2016          | 117        |
| 22 | 18 | Le snootènement          | New Flames                          | 15 janvier 2017      | 14 mars 2016         | 118        |
| 23 | 19 | L'œuf et le snoot        | The Egg and the Snoot               | 21 janvier 2017      | 21 mars 2016         | 119        |
| 24 | 20 | Le final                 | Nevermoor                           | 22 janvier 2017      | 28 mars 2016         | 120        |

### Deuxième saison (2017)
Composée de douze épisodes et diffusée à partir du 8 mai 2017 sur Disney Channel UK.
| №  | #  | Titre Français         | Titre Original                  | Diffusions française | Diffusions originale | Code prod. |
| -- | -- | ---------------------- | ------------------------------- | -------------------- | -------------------- | ---------- |
| 25 | 1  | Le fantôme             | Splintered                      | 6 novembre 2017      | 8 mai 2017           | 201        |
| 26 | 2  | La rumeur              | The Things They Say About Alice | 7 novembre 2017      | 15 mai 2017          | 202        |
| 27 | 3  | L’anniversaire de Ludo | No Life Crisis                  | 8 novembre 2017      | 22 mai 2017          | 203        |
| 28 | 4  | L’amour fait mal       | Love (Really) Hurts             | 9 novembre 2017      | 29 mai 2017          | 204        |
| 29 | 5  | Chiffons et teintures  | Rags to Riches                  | 13 novembre 2017     | 5 juin 2017          | 205        |
| 30 | 6  | Une humeur de chien    | Dogsbody                        | 14 novembre 2017     | 12 juin 2017         | 206        |
| 31 | 7  | El Monsignor           | El Monsignor's Last Stand       | 15 novembre 2017     | 19 juin 2017         | 207        |
| 32 | 8  | Les poux evermoor      | The Itchies                     | 16 novembre 2017     | 26 juin 2017         | 208        |
| 33 | 9  | Retour sur une île     | Race to Stink Island            | 20 novembre 2017     | 3 juillet 2017       | 209        |
| 34 | 10 | Le rayon de vérité     | Little White Big Fat Lie        | 21 novembre 2017     | 10 juillet 2017      | 210        |
| 35 | 11 | Bromio et Truliette    | Showtime!                       | 22 novembre 2017     | 17 juillet 2017      | 211        |
| 36 | 12 | La fête d’adieu        | Vampire Luau                    | 23 novembre 2017     | 24 juillet 2017      | 212        |

## Univers de la série

### Personnages
- Tara Crossley : Tara Bailey est une adolescente créative, déterminée et dotée d'un sens de l'intuition aiguisé ; dès son arrivée à Evermoor, elle constate certains phénomènes inexplicables, ce qui l'entrainera dans des situations pas possibles. Sa fougue légendaire la pousse souvent à divaguer par moments ; elle entretient une légère rivalité avec Bella mais elle finit par disparaitre au fil des épisodes. On découvre qu'est l'Everine suprême, elle n'est pas présente dans la saison 2.
- Sebastian Bailey : contrairement à sa demi-sœur Tara, Seb est pragmatique et méthodique. Très intelligent, il est également beau garçon, vif et il possède un sens de l'humour terrible. Il ne sera pas présent à la saison 2.
- Bella Bailey : Bella, la sœur jumelle de Seb, est une adolescente rebelle dont la personnalité provoque souvent des étincelles avec sa nouvelle demi-sœur Tara ; elle accompagne parfois ce dernière dans ces aventures après avoir découvert qu'elle est l'Everine suprême au pouvoir antique. À la saison 2 elle sera l'héroïne de la série et de sa famille.
- Cameron Marsh : Cameron, le chouchou du village, a tapé dans l'œil de Tara et de Bella, ce qui provoque des tensions entre les deux nouvelles sœurs.
- Sorsha Doyle : Sorsha, adolescente au visage d'ange, est la fille du maire et une apprentie Everine. Elle ne sera pas présente à la saison 2.
- Oz McCurthy (saison 2) : Oz est un célèbre explorateur de la ville voisine d'Evermoor.
- Jake Crossley : Jake, frère cadet de Tara et de Bella, en adolescent américain qui est le meilleur ami de Ludo. Bien que parfois ennuyeux, aura des sentiments pour Lacie dans la saison 2.
- Ludo Carmichael : Ludo, en adolescent très intelligent, meilleurs amis, Ludo, Bella, Otto,. Qui sera un fantôme dans la saison 2, il retrouvera sont apparence humaine par la suite.
- Lacie Fairburn : Lacie est une adolescente douce petite Lacie est la pomme de yeux du village, elle aura des sentiments pour Jake dans la saison 2.
- Otto : Otto est un adolescent très sérieux mais un peu ludique, mais plaisante un peu, il a une relation avec Bella à la saison 2, il a un petit frère Iggi.
- Alice Crossley (saison 2) : Alice elle a le même caractère que Bella, sa cousine, et Jake cousin peu à peu, aura une relation avec Cameron dans la saison 2.
- Iggi (saison 2) : Iggi est le petit frère bien voyagé d'Otto, Iggi a été empoisonné par une fléchette dans le cou par son grand frère Otto.